# Wakadoshiyori
 Wakadoshiyori (若年寄) , ou  "Conselho Menor" era um Conselho do shogunato Tokugawa do Período Edo da História do Japão  era composta entre tês e nove membros, recrutados entre os fudai daimyō, cada um dos quais dirigia o  conselho durante um mês. Eles eram hierarquicamente inferiores ao Rōjū.  A posição foi estabelecida por volta de 1631, mas as nomeações eram irregulares até 1662 .
Os wakadoshiyori supervisionavam os hatamotos (guarda-costas do shogun), artesãos, médicos, e os impostos pagos pelos vassalos do Shogun cuja renda anual foi de menos de 10.000 koku . Também monitoraram as atividades em grandes cidades como Kyoto e Osaka .